# 革命的社会主義労働党
革命的社会主義労働党（かくめいてきしゃかいしゅぎろうどうとう / フランス語: Parti Ouvrier Socialiste Révolutionnaire）は1890年に結成され1902年まで存続したフランスの社会主義政党。略称は「POSR」。

## 概要
現在のフランス社会党の源流となった政党の一つ。「革命的労働者社会党」とする訳語もある。

## 沿革
革命的社会主義労働党（POSR）は、フランス社会主義労働者連盟（FTSF）の改良主義路線を批判して離党したジャン・アルマーヌ（Jean Allemane）によって1890年に結成された。この党派はFTSFと同様、分権主義的な党組織論と「公共サービス」理論（この2点については当該項目参照）を採ったが、その反面プルードン主義の影響を強く受け、政治活動よりも経済闘争を重視し、革命後の国家の廃止を主張するなど急進的綱領を採り、また極端な労働者主義に立って党を労働組合に従属させようとした。
1896年以降POSRは内紛により弱体化し、次第に革命的サンディカリストやアナルコ・サンディカリストの影響が強くなっていった。1899年の社会主義者アレクサンドル・ミルランの入閣問題に際してはこれを支持する態度をとり、1902年入閣支持で立場を同じくするFTSFおよびジャン・ジョレスら独立派（無所属系）社会主義者（SI / Socialistes Indépendants）と合同してフランス社会党（PSF）を結成した。